# Église Saint-Aventin-de-Larboust de Saint-Aventin

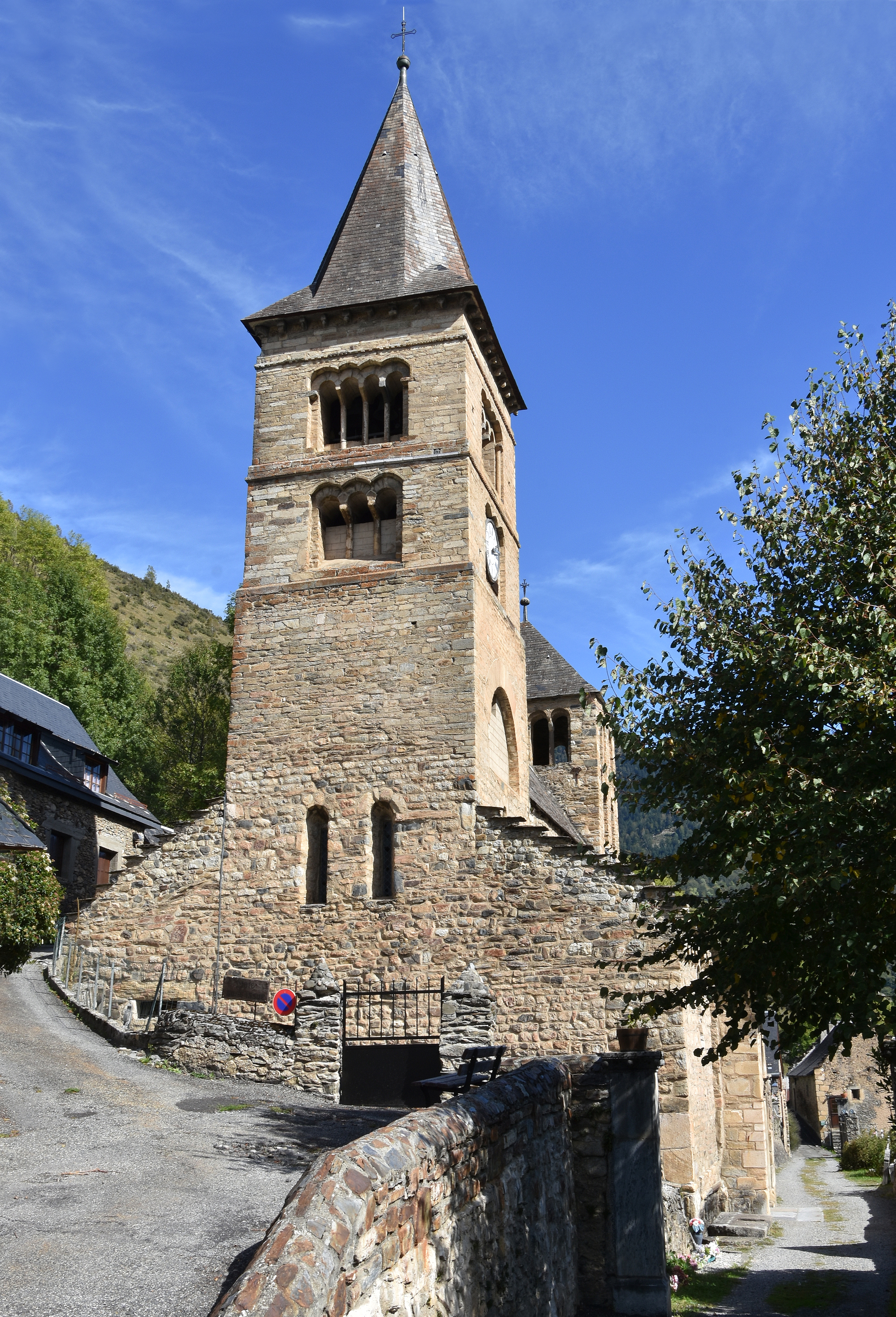
De kerk van Saint-Aventin

De Église Saint-Aventin-de-Larboust de Saint-Aventin is een kerkgebouw in Saint-Aventin in het departement Haute-Garonne van de regio Occitanië.

## Bouwgeschiedenis
Het gebouw werd opgetrokken in de 11e eeuw, in lokale natuursteen en sedert 1840 geklasseerd als Frans monument. De stijl is de (Lombardische bouwstijl) , een lokale variant van de romaanse bouwstijl. De kerk werd in de 19e eeuw gerestaureerd. Prominent aanwezig zijn de twee torens en een asymmetrische apsis, terwijl het interieur versierd is met fresco's. Aan de buitenzijde zijn er een aantal grafsteles uit de Gallo-Romeinse tijd waarbij er enkele verwijzen naar de Pyreneese god Abellio. De apsis is uitgevoerd met lisenen, verbonden door boogfriezen. Voor de verlichting van de binnenzijde ervan zijn er enkele oculi voorzien.
De fresco's werden in 1878 opnieuw ontdekt bij archeologisch onderzoek.

## Galerij

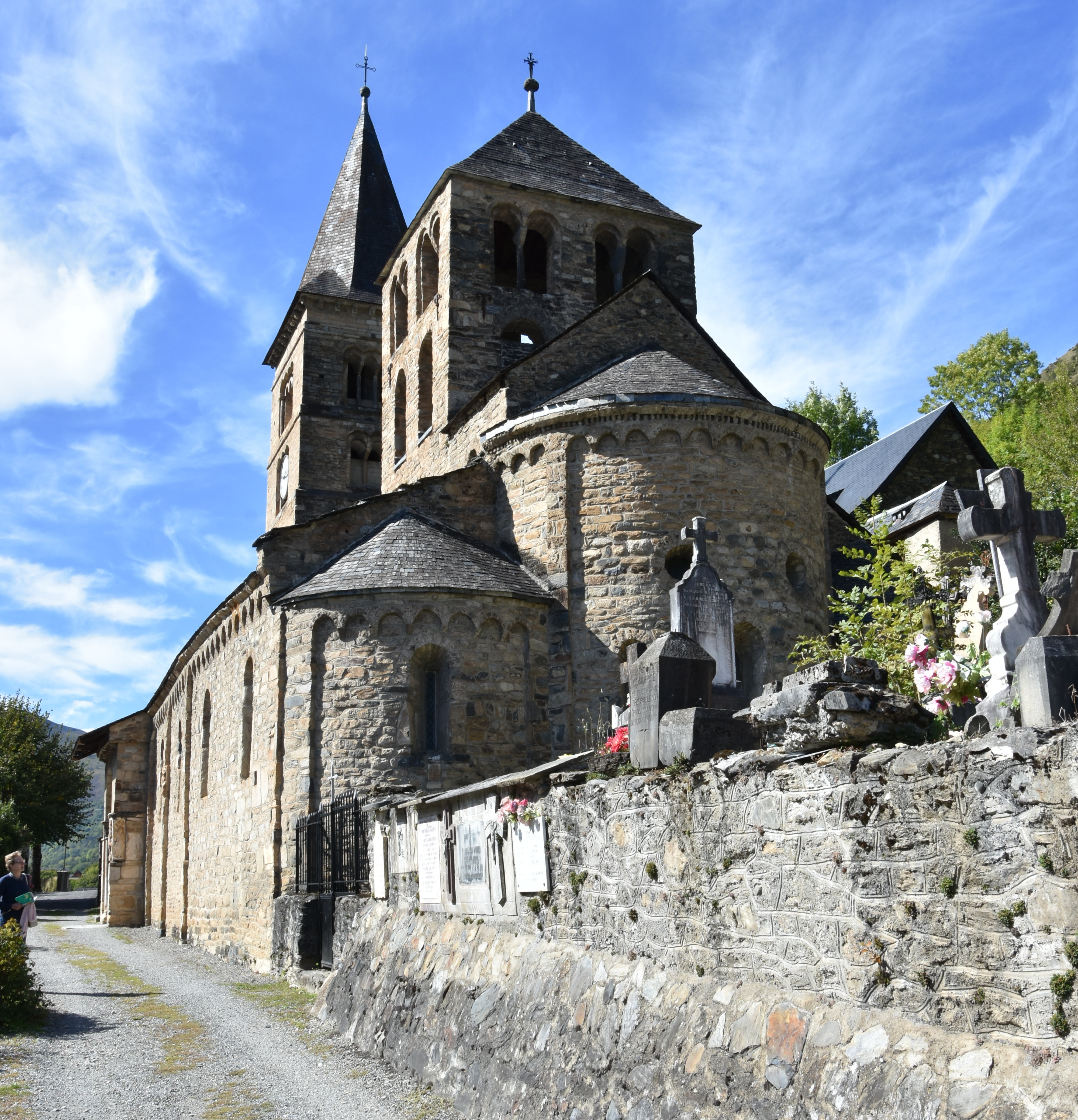
De oostelijke toren en apsis
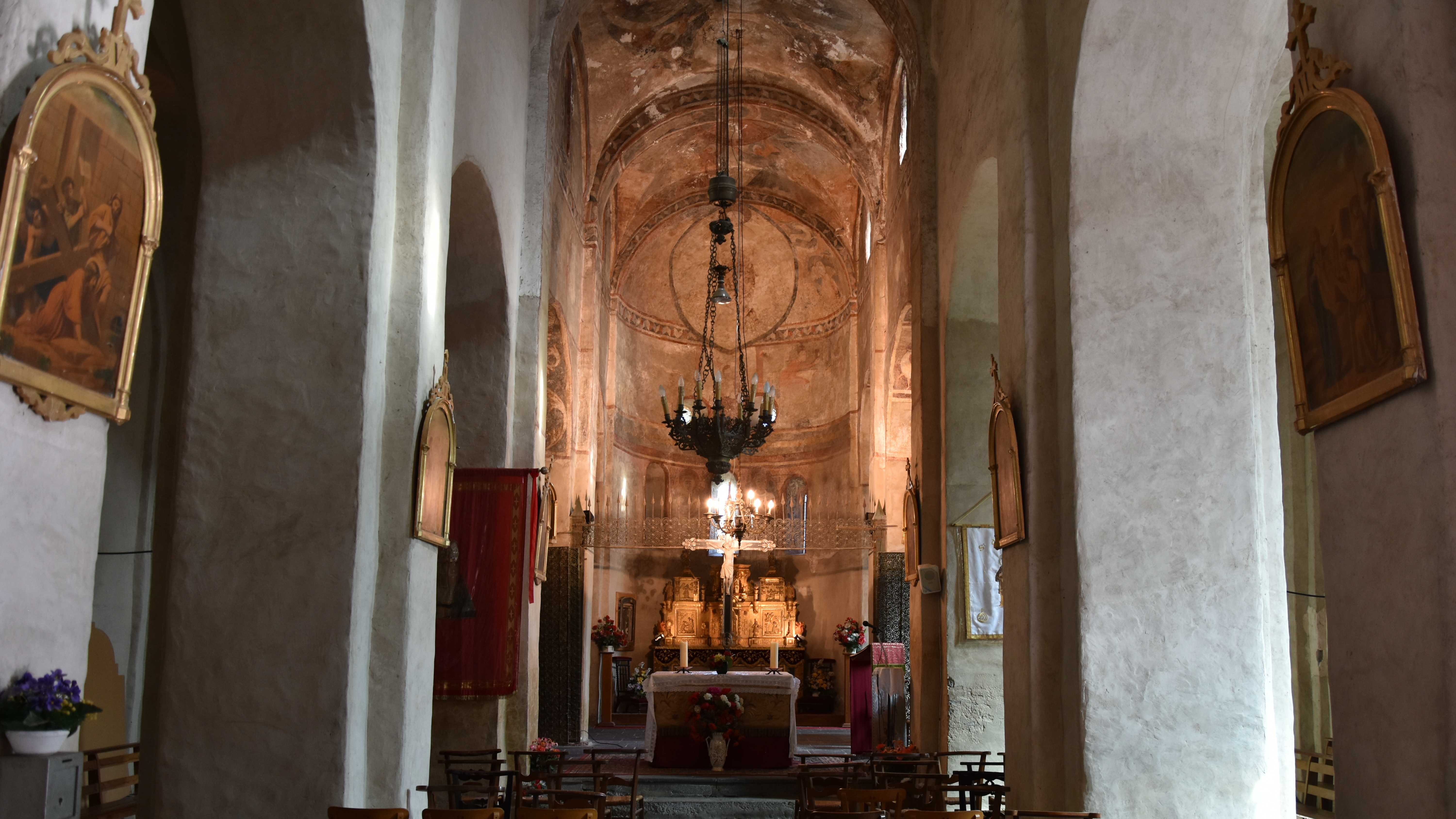
Het priesterkoor
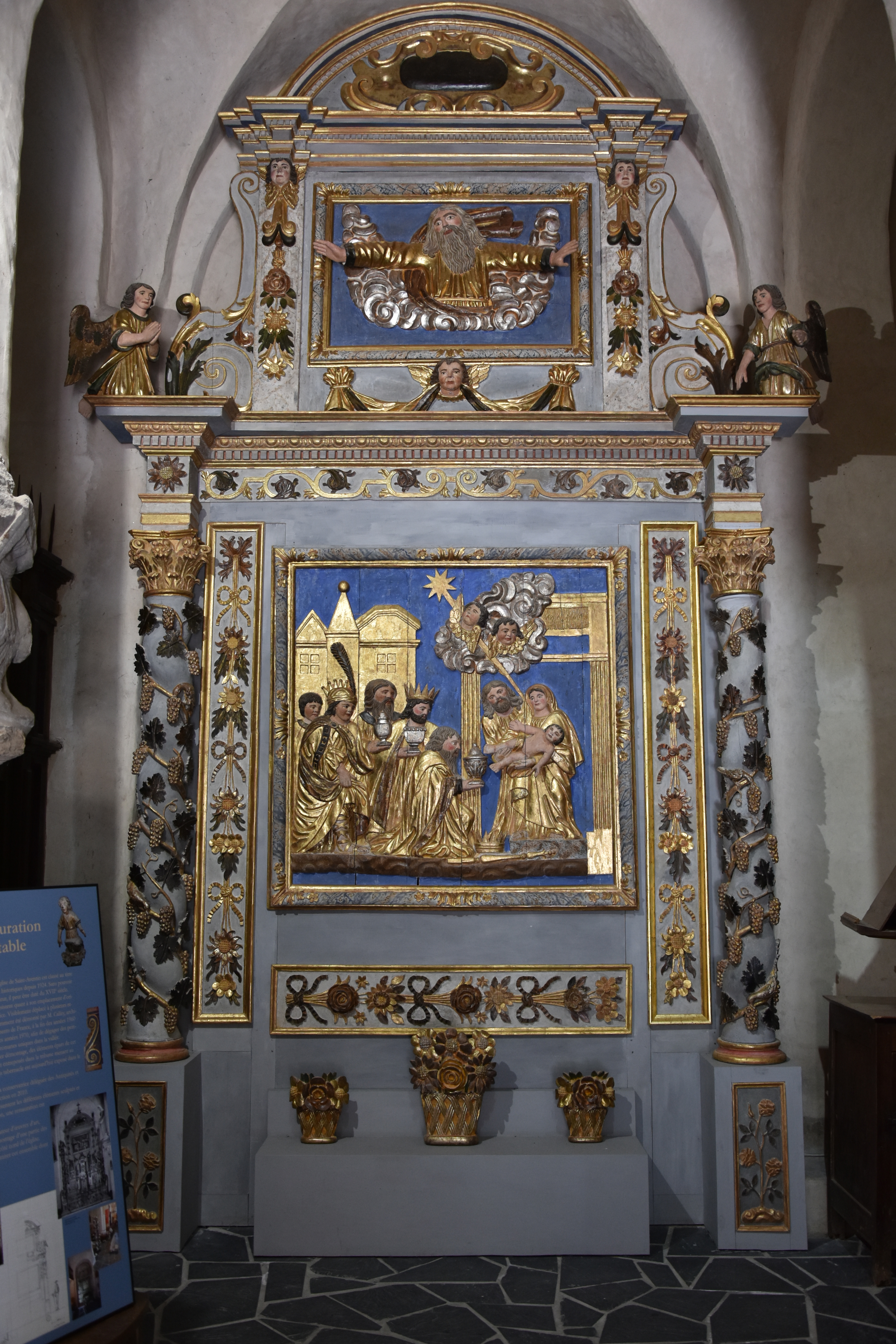
Het retabel
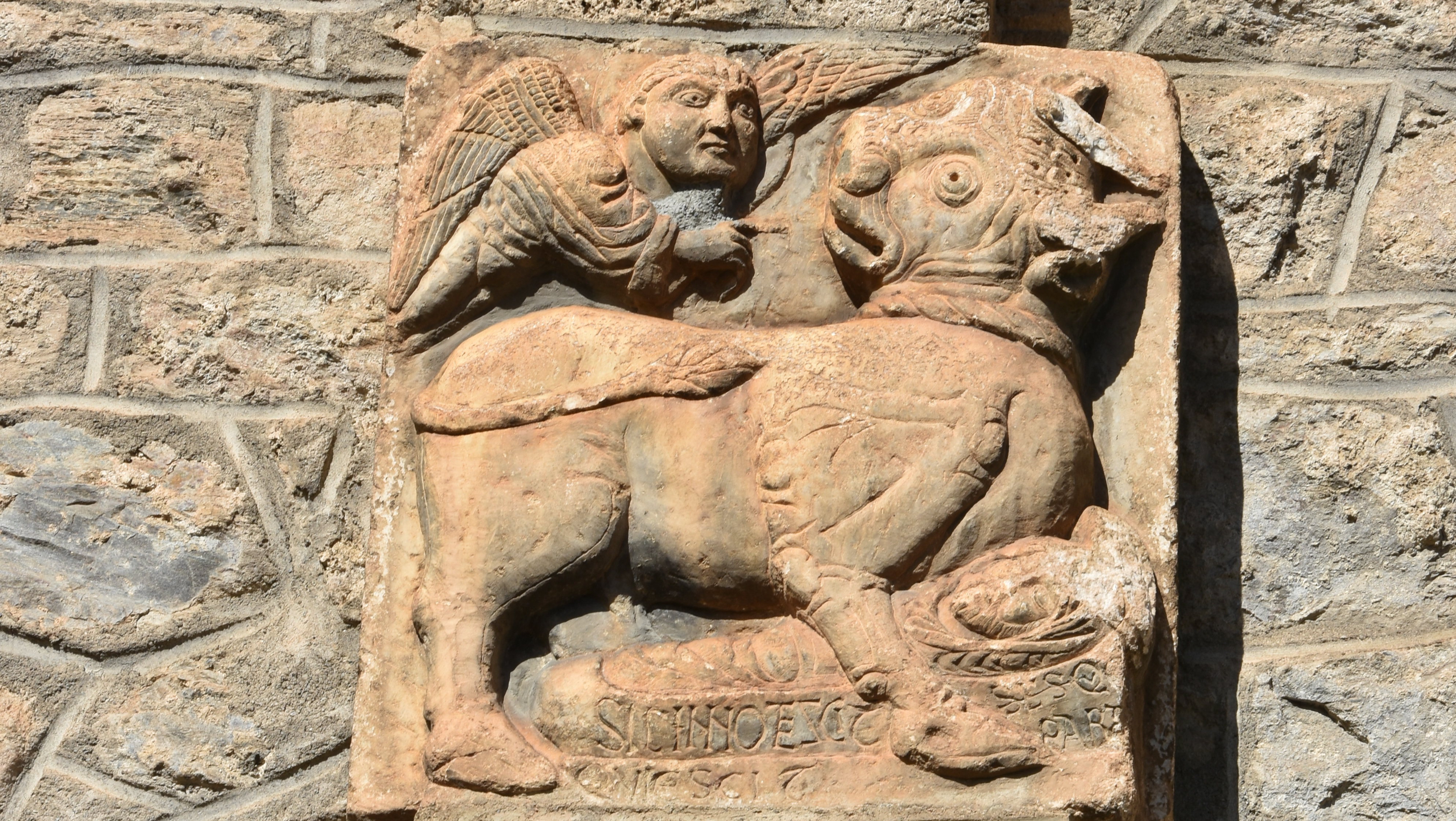
Een stele die verwijst naar de legende van Saint-Aventin
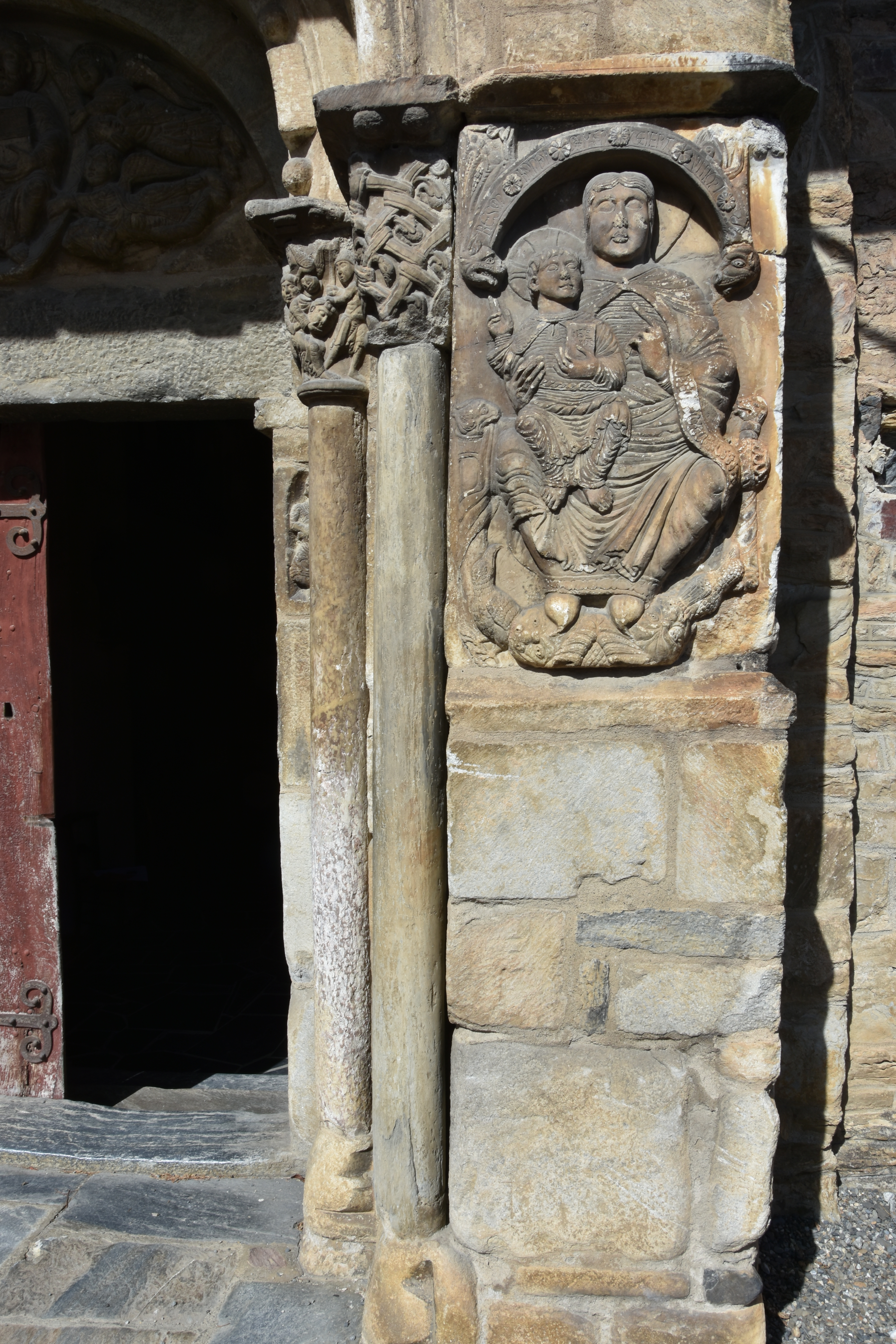
Maagd en Kind naast het portiek
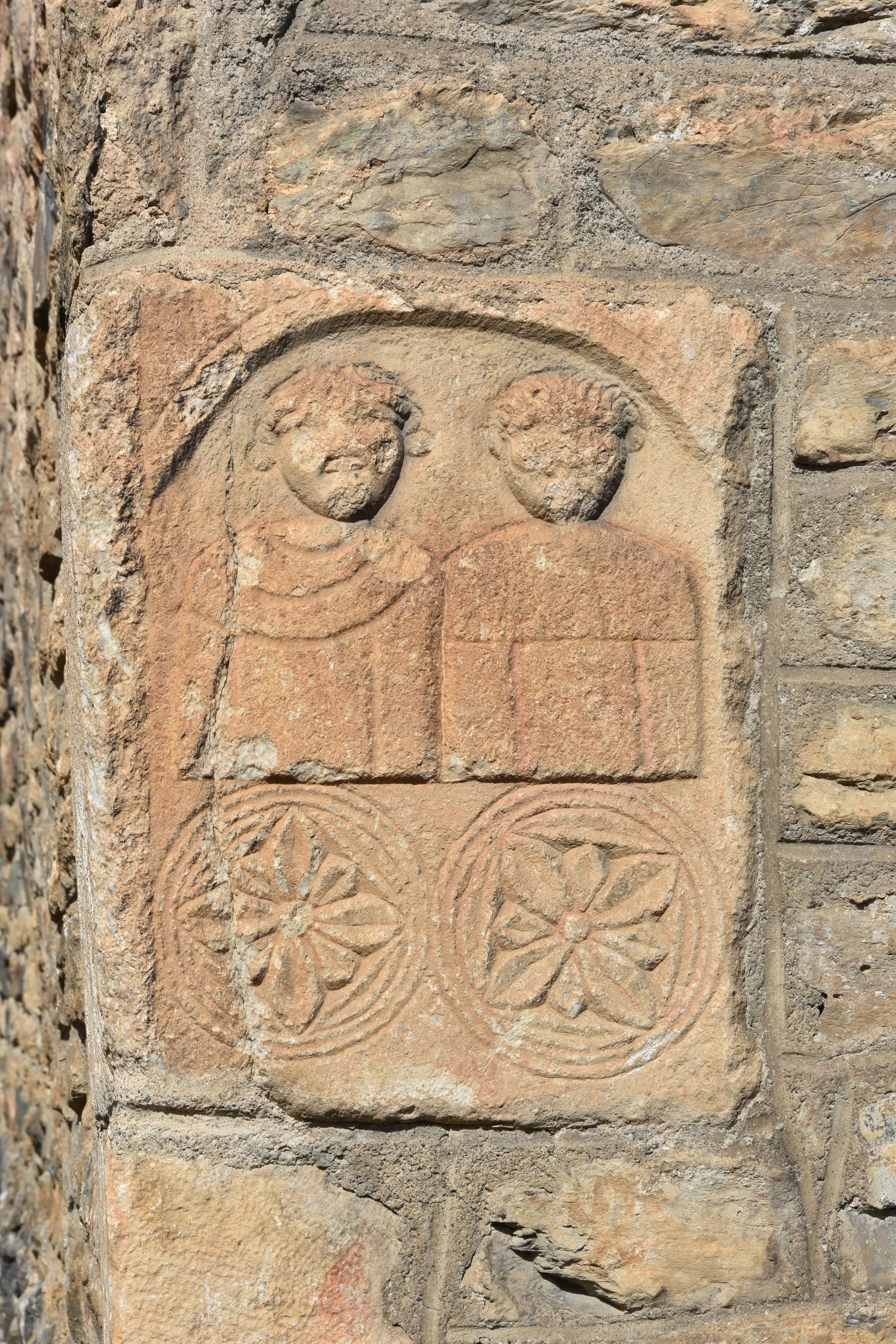
Een Gallo-Romeinse grafstele